# Ouzinkie
Ouzinkie (Alutiiq: Uusenkaaq) ist ein Ort mit dem Status einer City im Kodiak Island Borough in Alaska. Das U.S. Census Bureau ermittelte bei der Volkszählung 2020 eine Einwohnerzahl von 109.

## Geographie
Ouzinkie befindet sich an der Westküste von Spruce Island gegenüber der Nordostküste von Kodiak Island 16 km nordnordwestlich vom Inselhauptort Kodiak. Ouzinkie ist nur über den Luft- oder Seeweg erreichbar. Knapp 3 km nordöstlich von Ouzinkie befindet sich der Flugplatz Ouzinkie. Weiterhin gibt es eine Landestelle für Wasserflugzeuge.

## Geschichte
Ouzinkie liegt im traditionellen Stammesgebiet der Alutiiq. Die Russen unter Grigori Iwanowitsch Schelichow eroberten 1784 Kodiak Island. In den 1840er Jahren dezimierte eine Pocken-Epidemie die indigene Bevölkerung von Kodiak Island. Die russische Verwaltung konsolidierte die verbliebene Bevölkerung in sieben Dörfern. Zwei Dörfer waren für Kreolen vorgesehen, darunter Ouzinkie. Die Kreolen waren Nachkommen von russischen Männern und indigenen Frauen. Ouzinkie entwickelte sich zu einem Ort, wo viele Angehörigen der russländisch-amerikanischen Kompagnie ihren Ruhestand mit ihrer indigenen Familie verbrachten. Die Russen bezeichneten die Siedlung 1849 als „Uzenkiy“ mit der Bedeutung „Dorf der Russen und Kreolen“. 1889 errichtete die Royal Packing Company eine Fischkonservenfabrik. Kurz darauf kam eine weitere von der American Packing Company hinzu. Im Jahr 1890 wurde eine russisch-orthodoxe Kirche errichtet. 1927 kam ein Postamt hinzu. Das Karfreitagsbeben 1964 mit seinen begleitenden Tsunamis zerstörte die Gemeinde. Columbia Ward kaufte die zerstörte Siedlung und errichtete den Laden und den Dock, jedoch nicht die Konservenfabrik. 1967 erhielt Ouzinkie den Status einer „City“. In den späten 1960er Jahren wurde die „Ouzinkie Seafoods“-Konservenfabrik errichtet. Der Betrieb wurde an Glacier Bay verkauft und brannte 1976 kurz nach dem Verkauf ab. Seitdem gab es keine Konservenfabrik mehr in Ouzinkie. Heute ist Ouzinkie ein Alutiiq-Dorf. Die Gemeinde lebt heute vom kommerziellen Fischfang sowie vom Sportfischen und vom Jagdsport. Fast die gesamte Dorfbevölkerung lebt zu einem gewissen Anteil von Subsistenzwirtschaft.

## Demografie
Zum Zeitpunkt der Volkszählung im Jahre 2020 (U.S. Census 2020) hatte Ouzinkie 109 Einwohner auf einer Landfläche von 14,34 km². Von den Einwohnern waren 22 Weiße, 178 Indigene sowie 2 Asiaten. Beim Zensus im Jahr 2000 wurden 225 Einwohner gezählt, 2010 waren es 161. Die Bevölkerungsentwicklung war in den letzten Jahren rückläufig.